# 昆茨湖
52°24′32.26″N 12°29′3.76″E / 52.4089611°N 12.4843778°E

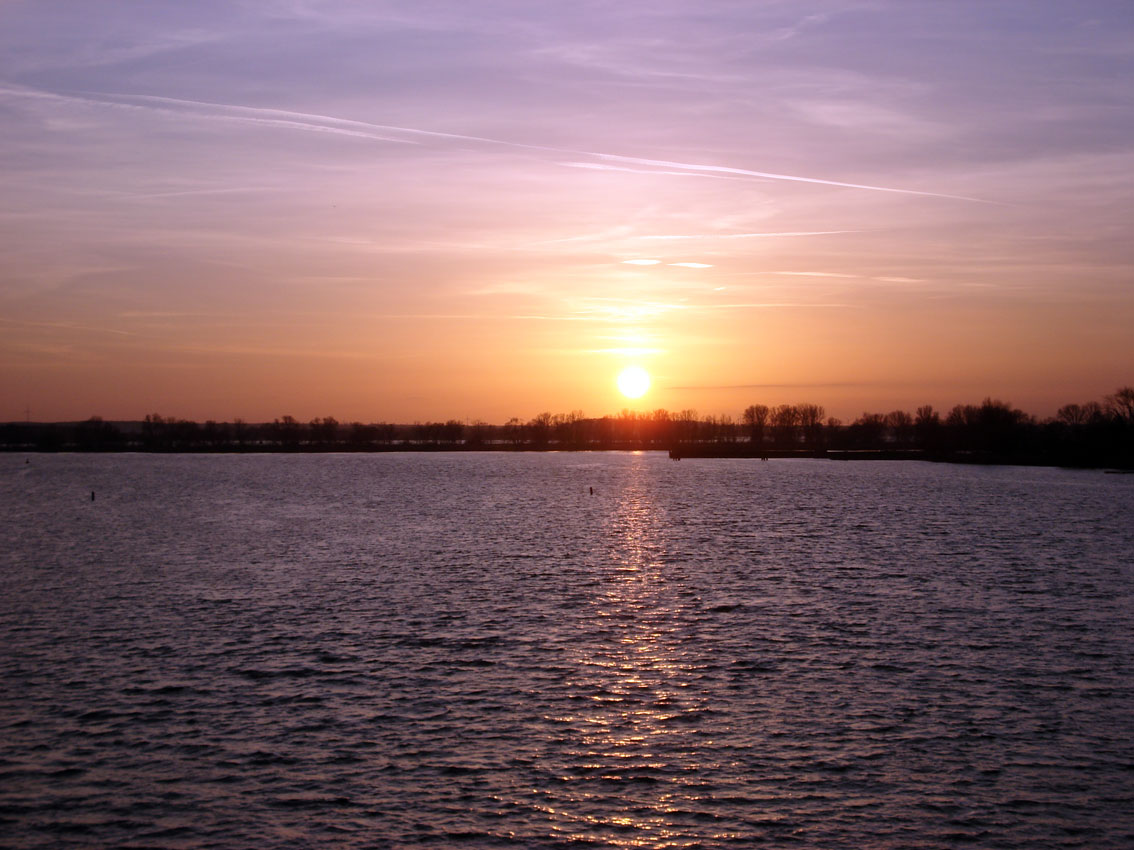

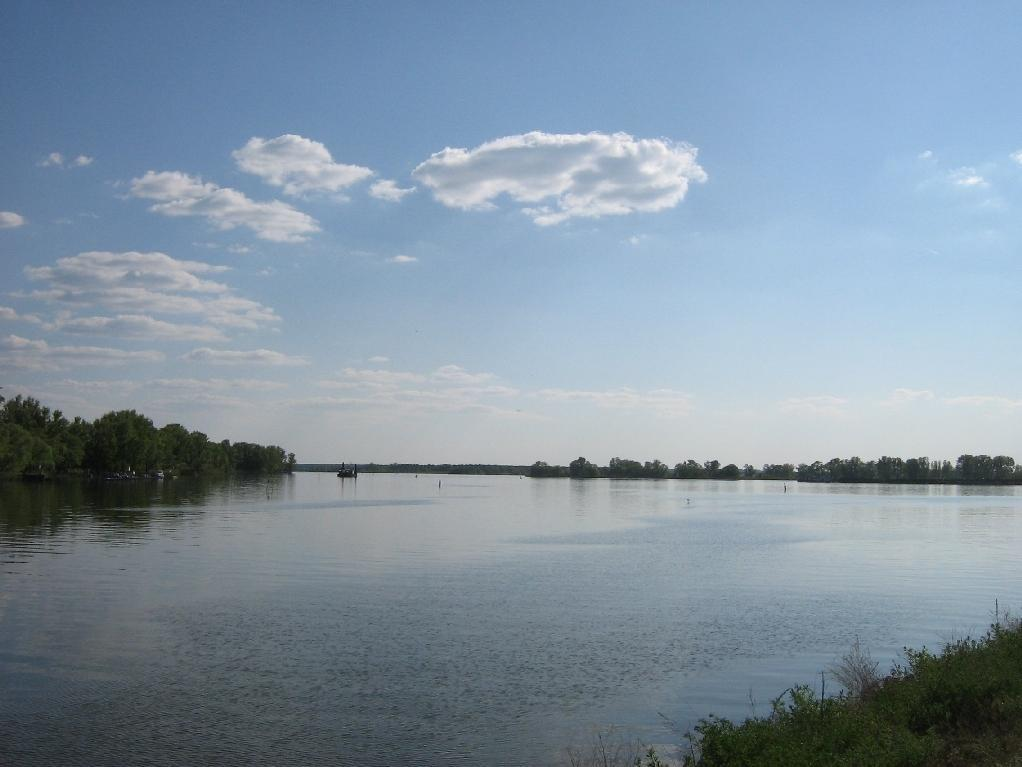

昆茨湖（德語：Quenzsee），是德國的湖泊，位於該國西南部，由勃蘭登堡州負責管轄，處於哈弗爾河畔勃蘭登堡，該湖泊面積0.68平方公里，最大水深3米。